# Emiliano Albín
Emiliano Albín Antognazza (Sauce, Canelones, 24 de enero de 1989) es un exfutbolista uruguayo e ingeniero agrónomo. 
Jugaba como lateral derecho o volante por derecha.

## Trayectoria
Emiliano Albín comenzó jugando en la posición de delantero en el Artigas de Sauce, para luego jugar en el Liverpool de Canelones. En el año 2008 debió trasladarse a Montevideo debido a sus estudios para seguir la carrera de agrónomo, entonces se fue a probar a la Cuarta división de Peñarol, saliendo campeón en esa misma categoría en su primer año.
Debutó en Primera División, en la primera fecha del Campeonato uruguayo 2009-10 frente al Montevideo Wanderers ingresando como volante por izquierda con Julio Ribas como entrenador. Fue luego colocado en la defensa, en el puesto de lateral, por el técnico Víctor Púa luego de la salida de Ribas, así como por Diego Aguirre, variando entre banda derecha y banda izquierda. En su primera temporada en Primera División consiguió el título de Campeón Uruguayo.
Tras finalizar la temporada 2011-12, pasó a Boca Juniors de Argentina en agosto de 2012, donde debutó el 22 de agosto frente a Independiente, en el empate 3:3 por la Copa Sudamericana. Luego de un año en el equipo argentino, volvió a Peñarol.
A fines de junio de 2015 se le vence su contrato con Peñarol, quedando libre. El 26 de enero de 2016 lo contrató el Club Juventud, a las horas de contrato fue adquirido por el Auroca de Portugal.
Luego de un breve pasaje por el fútbol europeo, Albín vuelve a Juventud de Las Piedras para disputar el Campeonato Uruguayo 2017
En 2018 firma con San Martín de Tucumán para disputar el campeonato de Primera B nacional logrando el ascenso a la Super Liga Argentina
El 4 de febrero de 2019 se anunció su contratación por parte del Club Deportivo Santaní, de la ciudad de San Estanislao, en el Departamento de San Pedro, que juega en la Primera División de Paraguay.

## Selección nacional

### Selecciones juveniles
Participó de los Juegos Panamericanos 2011, con la selección uruguaya sub-22 que compitió en el torneo, siendo capitán del equipo. Allí, Albín guio al equipo oriental hasta la medalla de bronce, no pudiendo llegar más alto.
El 9 de julio de 2012 fue incluido por Óscar Washington Tabárez en la lista de jugadores que participaron del Torneo masculino de fútbol en las Olimpiadas de Londres 2012.

#### En Juegos Panamericanos
| Juegos Panamericanos         | Sede   | Resultado         | Part. | Goles |
| ---------------------------- | ------ | ----------------- | ----- | ----- |
| Juegos Panamericanos de 2011 | México | Medalla de Bronce | 5     | 0     |

#### En Juegos Olímpicos

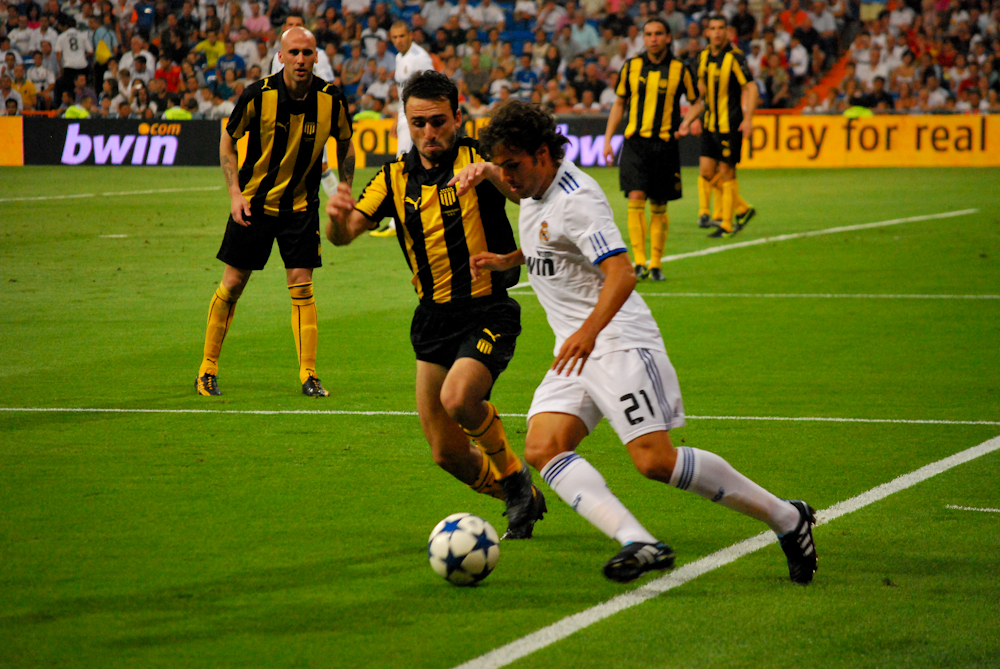
Albín marcando a Pedro León por el Trofeo Santiago Bernabéu entre Real Madrid y Peñarol en 2010.

| Olimpiadas                       | Sede        | Resultado      | Part. | Goles |
| -------------------------------- | ----------- | -------------- | ----- | ----- |
| Juegos Olímpicos de Londres 2012 | Reino Unido | Fase De Grupos | 3     | 0     |

## Clubes
| Club                  | País      | Año         | Part. | Goles | Asist. |
| --------------------- | --------- | ----------- | ----- | ----- | ------ |
| Peñarol               | Uruguay   | 2009 - 2012 | 109   | 14    | 7      |
| Boca Juniors (cedido) | Argentina | 2012 - 2013 | 23    | 2     | 3      |
| Peñarol               | Uruguay   | 2013 - 2015 | 24    | 1     | 1      |
| Arouca                | Portugal  | 2016        | 7     | 0     | 0      |
| Juventud Las Piedras  | Uruguay   | 2017        | 27    | 2     | 6      |
| San Martín de Tucumán | Argentina | 2018        | 12    | 0     | 1      |
| Deportivo Santaní     | Paraguay  | 2019        | 9     | 4     | 4      |
| Villa Española        | Uruguay   | 2020 - 2022 | 40    | 7     | 9      |
| Total                 |           | 2009 - 2020 | 243   | 25    | 26     |

## Palmarés

### Campeonatos nacionales
| Título              | Equipo  | País    | Año     |
| ------------------- | ------- | ------- | ------- |
| Torneo Clausura     | Peñarol | Uruguay | 2010    |
| Campeonato Uruguayo | Peñarol | Uruguay | 2009-10 |

### Otros logros
| Título                     | Equipo                | País      | Año     |
| -------------------------- | --------------------- | --------- | ------- |
| Torneo Reducido de Ascenso | San Martín de Tucumán | Argentina | 2017-18 |
| Ascenso a Primera División | Villa Española        | Uruguay   | 2020    |